# Ferula sibirica
Ferula sibirica är en växtart i släktet stinkflokor (Ferula) och familjen flockblommiga växter.
Arten är en perenn ört som förekommer i Kazakstan och Xinjiang. Den beskrevs av Carl Ludwig Willdenow 1798.